# Xyris bicephala
Xyris bicephala är en gräsväxtart som beskrevs av Henry Allan Gleason. Xyris bicephala ingår i släktet Xyris och familjen Xyridaceae. Inga underarter finns listade i Catalogue of Life.